# Don Craig Wiley
Don Craig Wiley (21 octobre 1944 - c. 15 novembre 2001) est un biologiste structural américain ,,,.

## Biographie
Wiley obtient son doctorat en biophysique en 1971 de l'Université Harvard, où il travaille sous la direction du lauréat du prix Nobel de chimie de 1976, William Lipscomb. Wiley effectue les premiers travaux sur la structure de l'Aspartate carbamyltransférase, la plus grande structure moléculaire déterminée à cette époque .
Wiley est mondialement connu pour avoir trouvé de nouvelles façons d'aider le système immunitaire humain à combattre des fléaux viraux tels que la variole, la grippe, le VIH/sida et l'herpès simplex.
En 1990, il reçoit le Prix Louisa-Gross-Horwitz de l'Université Columbia. Ses recherches sont récompensées par le prix William B. Coley de l'Institut de recherche sur le cancer en 1993. Harvard qualifie Wiley de "l'un des biologistes les plus influents de sa génération". En 1999, Wiley et un autre professeur de Harvard, Jack L. Strominger, remportent le Prix japonais pour leurs découvertes sur la façon dont le système immunitaire protège les humains contre les infections.
Il est membre de l'Académie américaine des arts et des sciences  de l'Académie nationale des sciences  et de l'American Philosophical Society .
Don Wiley a disparu le 15 novembre 2001, après être tombé d'un pont près de Memphis, Tennessee. Son corps est retrouvé dans le fleuve Mississippi à 300 miles en aval à Vidalia, en Louisiane un mois plus tard et sa mort est jugée accidentelle ,.